# María Antonia Fernández del Hoyo
María Antonia Fernández del Hoyo (Valladolid, 1945) es una historiadora española de Arte, profesora de la Universidad de Valladolid, investigadora, estudiosa de temas vallisoletanos, académica de número de la Real Academia de Bellas Artes de la Purísima Concepción de Valladolid desde el año 2000. El discurso de entrada en la Academia versó sobre Pintura y sociedad en Valladolid durante los siglos XVI y XVII.  

## Datos profesionales
Cursó la carrera de Filosofía y Letras en la Universidad de Valladolid obteniendo la licenciatura en la sección de Historia en el año 1981 y el doctorado en la especialidad de Historia del Arte.
Discípula de Juan José Martín González, se incorporó a la docencia en 1979 en la Universidad de Valladolid como profesora de Historia del Arte abarcando una amplia cronología desde el arte antiguo hasta el contemporáneo, además del arte hispanoamericano, arte español e historia del urbanismo. En 1998 y mediante oposición obtuvo la plaza de Profesor Titular de Historia del Arte. Fue profesora en los cursos de Estudios Hispánicos y en los cursos de verano organizados por la Universidad de Valladolid.
Durante su labor de investigación sacó a la luz numerosos datos y noticias de los archivos de Valladolid y nacionales que le sirvieron como apoyo de su obra escrita y que así mismo han servido de referencia a las nuevas generaciones de historiadores. Como escritora-historiadora tiene publicados un buen número de estudios sobre temas de arquitectura, temas escultóricos, pictóricos y urbanísticos; temas sociales; biografías de personajes relevantes e interesantes para la historia de Valladolid y de grandes escultores como Juan de Juni y Gregorio Fernández. También ha publicado sobre ingeniería militar.
Desde el año 2012 está jubilada de sus actividades docentes, ocupando su tiempo en la investigación, preparación de nuevas obras y actividades varias requeridas por su compromiso como académica en la Real Academia de Bellas Artes de la Purísima Concepción de Valladolid.
En enero de 2020 Mª Antonia Fernández fue designada pregonera de la Semana Santa de Valladolid, si bien debido a la Pandemia de COVID-19 el acto fue pospuesto para el año 2021.

## Trabajo de investigación. Obras
El trabajo de investigación se ve reflejado en muchas de sus obras; en las monografías sobre:
- Marina Escobar (1983), Mística vallisoletana de los tiempos de Teresa de Jesús.
- Miguel Íscar  (1984), que fue alcalde y urbanista de Valladolid entre 1877 y 1880.[5]

1880.
- Inundaciones, incendios y epidemias (1986), relacionado con la ciudad de Valladolid.[6]
- El Campo Grande (1987).[7]

Trabajos sobre arquitectura y escultura, solucionando con ayuda de la investigación algunas incógnitas que se venían planteando desde tiempo atrás:
- Un proyectado cuartel de caballería en Valladolid, (1979).[8]
- La Compañía. Gregorio Fernández y los condes de Fuensaldaña (1982).[9]
- Oficiales del taller de Gregorio Fernández y ensambladores que trabajaron con él, (1983).[10]
- El Cristo del Perdón obra de Bernardo del Rincón, (1983).
- El escultor vallisoletano Francisco de Tudanca (1616-?), (1984).[11]
- Datos para la biografía de Humberto Dumandré, (1984), que trata sobre el arte cortesano del siglo XVIII.[12]
- Notas sobre arquitectura doméstica clasicista en Valladolid, (1990).[13]
- «Las yeserías figurativas: apuntes para su estudio» dentro de la obra Relaciones artísticas entre la Península Ibérica y América, (1990).
- Datos para la biografía de Juan de Juni (1991). En el año 2012 salió un trabajo completo sobre este escultor, con el nombre de Juan de Juni, escultor.
- Iglesia de San Facundo y San Primitivo, Palencia 1993.[14]
- «Una obra de Fray Lorenzo de San Nicolás en Valladolid», dentro del trabajo Tiempo y espacio en el Arte. Homenaje al profesor Antonio Bonet Correa (1994).
- «El convento de Comendadoras de Santa Cruz», en las Actas de congreso tituladas Valladolid: historia de una ciudad, (1999).[15]
- Los Mazuecos: un problema biográfico y profesional resuelto, (1996)  Sobre Pedro de Mazuecos el Viejo y Pedro de Mazuecos el Mozo (uno de los arquitectos representantes de la arquitectura clasicista).[16]
- «Palacios», (1998) dentro de la obra Valladolid, Arte y Cultura.[17]
- «El taller de Gregorio Fernández», incluido en la obra Catálogo de la exposición de Gregorio Fernández, (1999).
- «Valladolid», (2002); en Casas y Palacios de Castilla y León.[18]

El tema sobre ingeniería militar se ve reflejado en estos trabajos:
- «Las defensas: la fortificación estratégica en las Indias», (1985), publicado dentro de la obra Historia General de España y América.
- «Las obras de defensa» y «Fortificaciones y obras de defensa», (1986), ambas dentro de la Gran Historia Universal, varios volúmenes de la editorial Nájera.

Temas de historia concerniente a Valladolid:
- «Fiestas en Valladolid a la venida de Felipe IV en 1660», (1993).[19]
- «Sobre el comercio de obras de arte en Castilla en el siglo XVI », (1995).[20]
- «La desamortización del convento de la Merced calzada de Valladolid: una reflexión sobre la defensa del Patrimonio» (2013), en la obra general Alma Ars. Estudios de Arte e Historia en homenaje al Dr. Salvador Ordax.[21]

De urbanismo sobre esta misma ciudad:
- «El origen del actual Paseo de Zorrilla», dentro de Estudios de arte. Homenaje al profesor Martín González, (1995).
- Francisco de Paula Sabadell y Oliva 1857?-1911, que fue co-realizador del Campo Grande y jardinero mayor del Ayuntamiento en la época de Miguel Íscar.
- «Proyectos y realidad en el urbanismo vallisoletano entre el reformismo ilustrado y el absolutismo fernandino. El Paseo de Recoletos», (2009) dentro de Estudios de historia del arte: homenaje al profesor de la Plaza Santiago.[22]

Sobre la pintura y los artistas pintores:
- «Antonio Stella, pintor italiano», (1980).[23]
- «Juan de Roelas pintor flamenco», (2000), en el Boletín del Museo Nacional de Escultura n.º 4, pp. 24 a 27.

Descripción de obras de escultura, arquitectura y pintura en catálogos y exposiciones:
Las Edades del Hombre
Fondos artísticos de la Diputación de Valladolid
Boletín del Museo de Escultura
- «Testamento de Ana Aguirre, segunda mujer de Juan de Juni ». Boletín n.º 1  (1996-1997), pp. 15-19[24]
- «Los Mendoza clientes de Juni» Boletín n.º 10 (2006), pp. 22 a 29.
- «Juan de Roelas pintor flamenco». Boletín n.º 4 (2000),  pp. 24 a 27.

Boletín de la Academia de Bellas Artes
- «Notas sobre el colegio de San Ambrosio de Valladolid». Boleín n.º 37 (2001), pp. 77-96
- «La iglesia parroquial de San Martín: Su historia». Boletín n.º 38 (2003), pp. 9-26
- «Las casas vallisoletanas del Duque de Béjar, mecenas de Cervantes». Boletín n.º 39 (2004), pp. 53-63
- «A las riberas del Pisuerga bellas». Boletín n.º 40, (2005), pp. 75-106
- «Valladolid en el siglo XIX en el manuscrito de Telesforo Medrano. Noticias de urbanismo, arquitectura y arte». Boletín n.º 42, (2007), pp. 67-85
- «Ensambladores del círculo de Gregorio Fernández: los Velázquez y Beya». Boletín n.º 44, (2009), pp. 47-60

Muchas de sus obras fueron publicadas en forma de artículo científico en la revista universitaria Boletín del Seminario de Arte y Arqueología. Las dos obras cumbres son Desarrollo urbano y proceso histórico del Campo Grande de Valladolid y Patrimonio perdido. Conventos desaparecidos de Valladolid.